# The River Woman
The River Woman (Brasil: Fugindo ao Destino, ou A Mulher do Rio) é um filme estadunidense de 1928, do gênero drama mudo, dirigidos por Joseph Henabery, com roteiro de Adele Buffington e Harold Shumate.